# Полосатая ящерица
Полосатая ящерица (лат. Lacerta strigata) — вид ящериц из семейства настоящих ящериц.
Достигает длины до 25 см. У молодых ящериц цвет кожи коричнево-оливковый с 5 узкими светлыми полосами вдоль спины и боков. У взрослых окраска ярко-зелёного цвета с многочисленными чёрными крапинками. Голова, горло, бока во время спаривания у самцов становятся голубыми.
Любит травянистые, степные, кустарниковые местности, часто встречается у водоёмов. Питается насекомыми, беспозвоночными. Это довольно пугливое животное, поэтому старается при опасности быстро убежать, а при необходимости может оставить достаточно ломкий хвост.
Яйцекладущая ящерица. Самка откладывает 5—9 яиц. За сезон бывает 2 кладки. Детёныши длиной 7—8 см появляются обычно в августе.
Вид распространён на Кавказе, в юго-восточном Туркменистане, северном Иране, Ираке, восточной Турции.

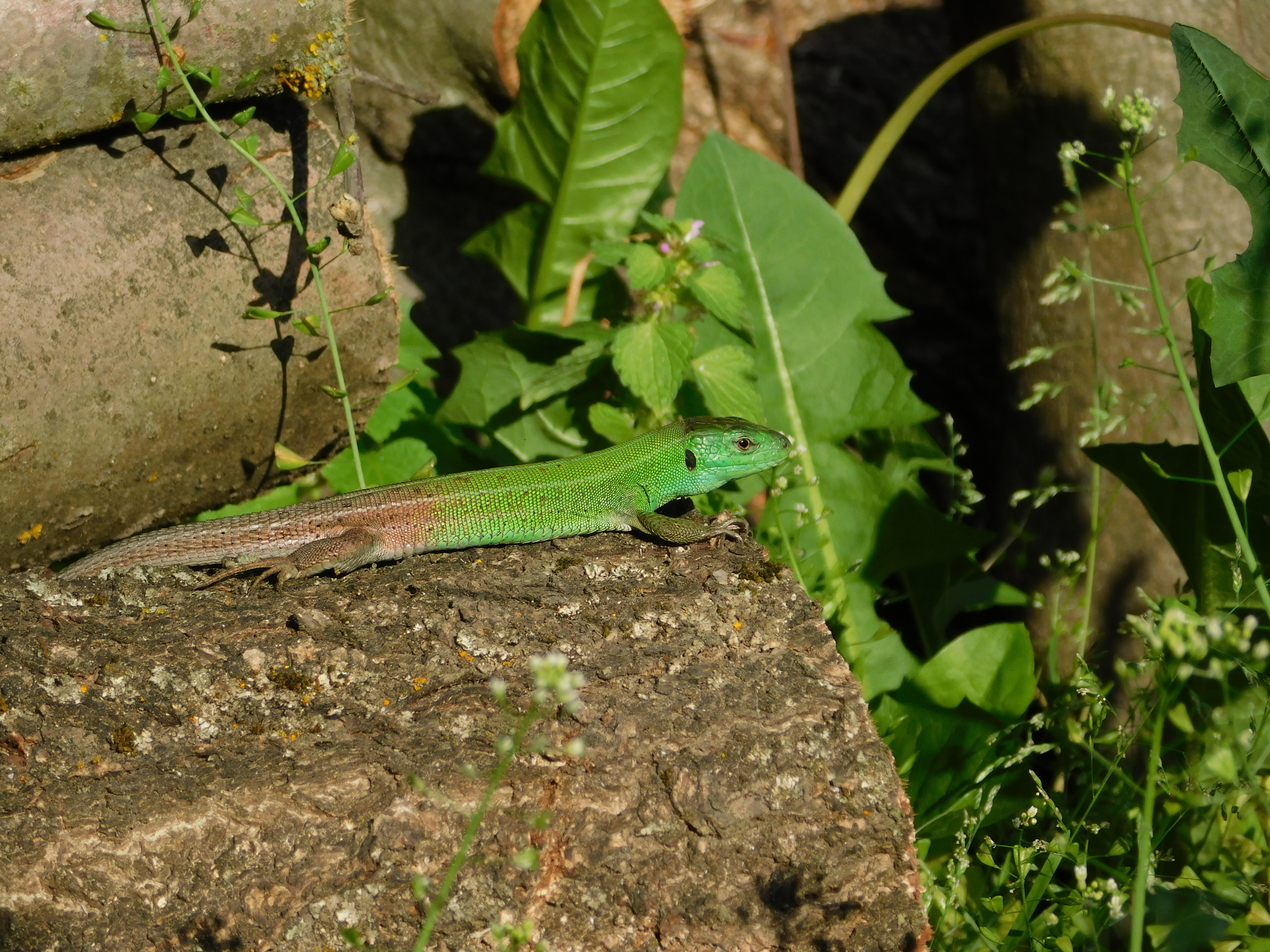
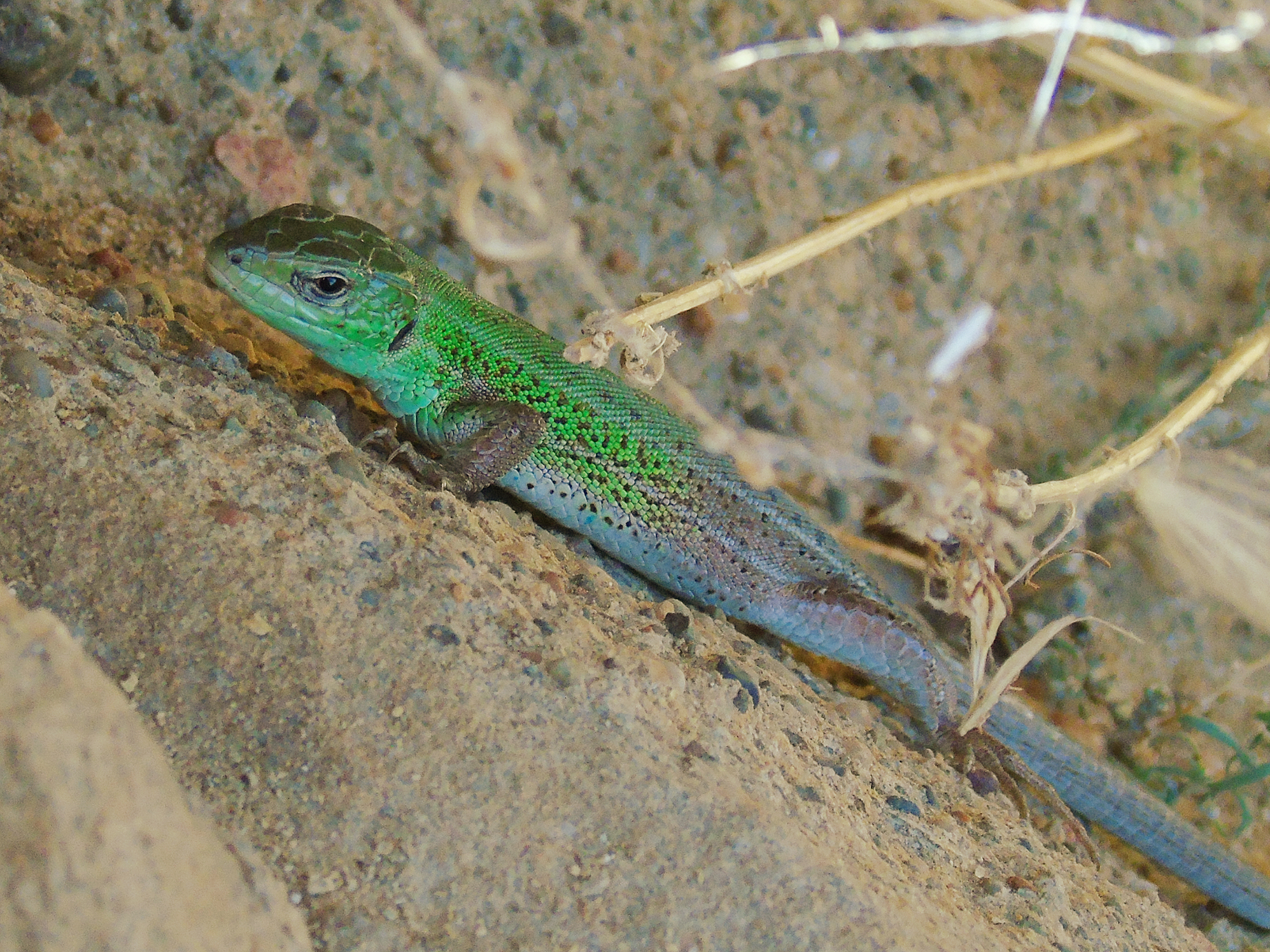
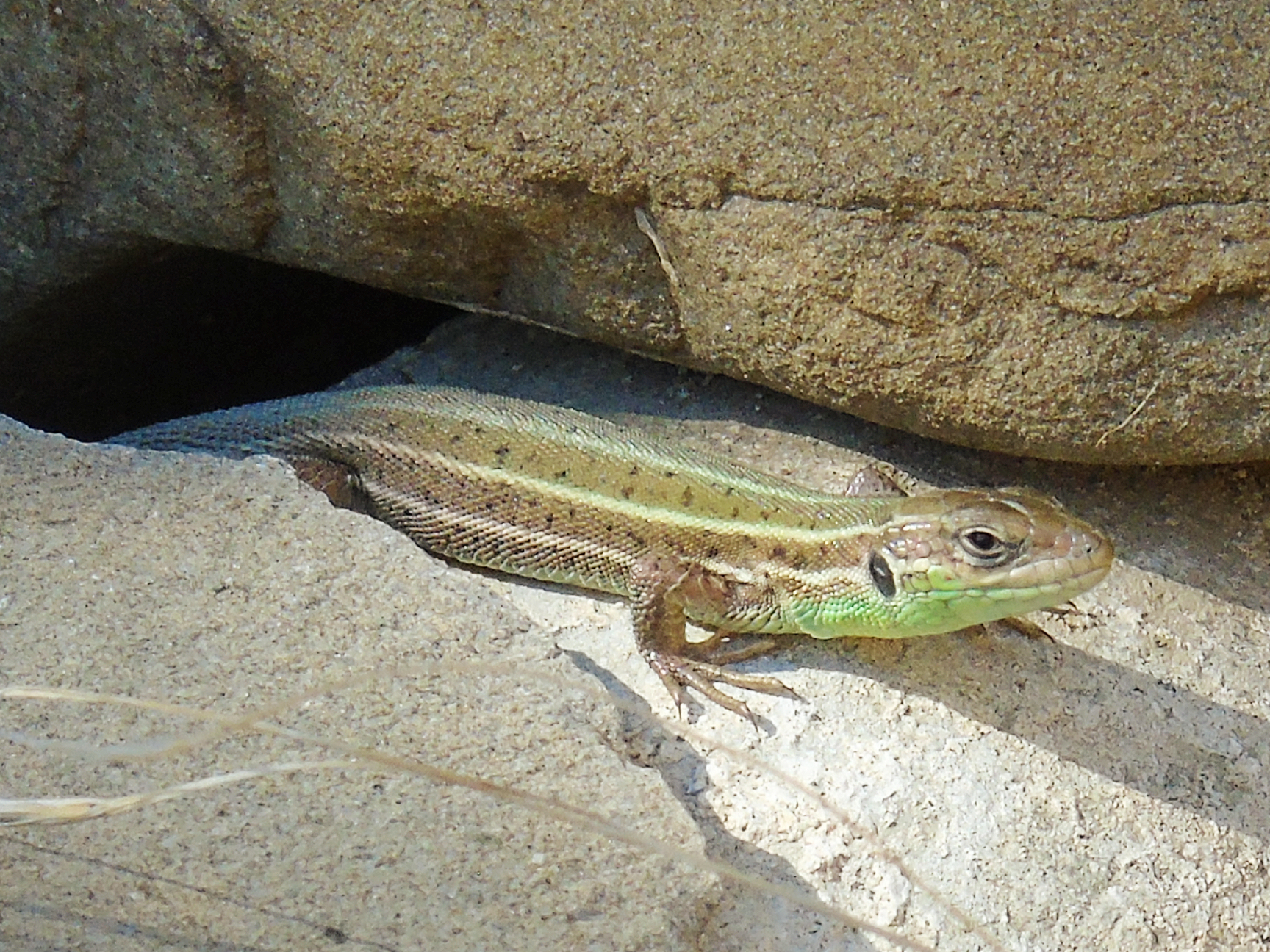
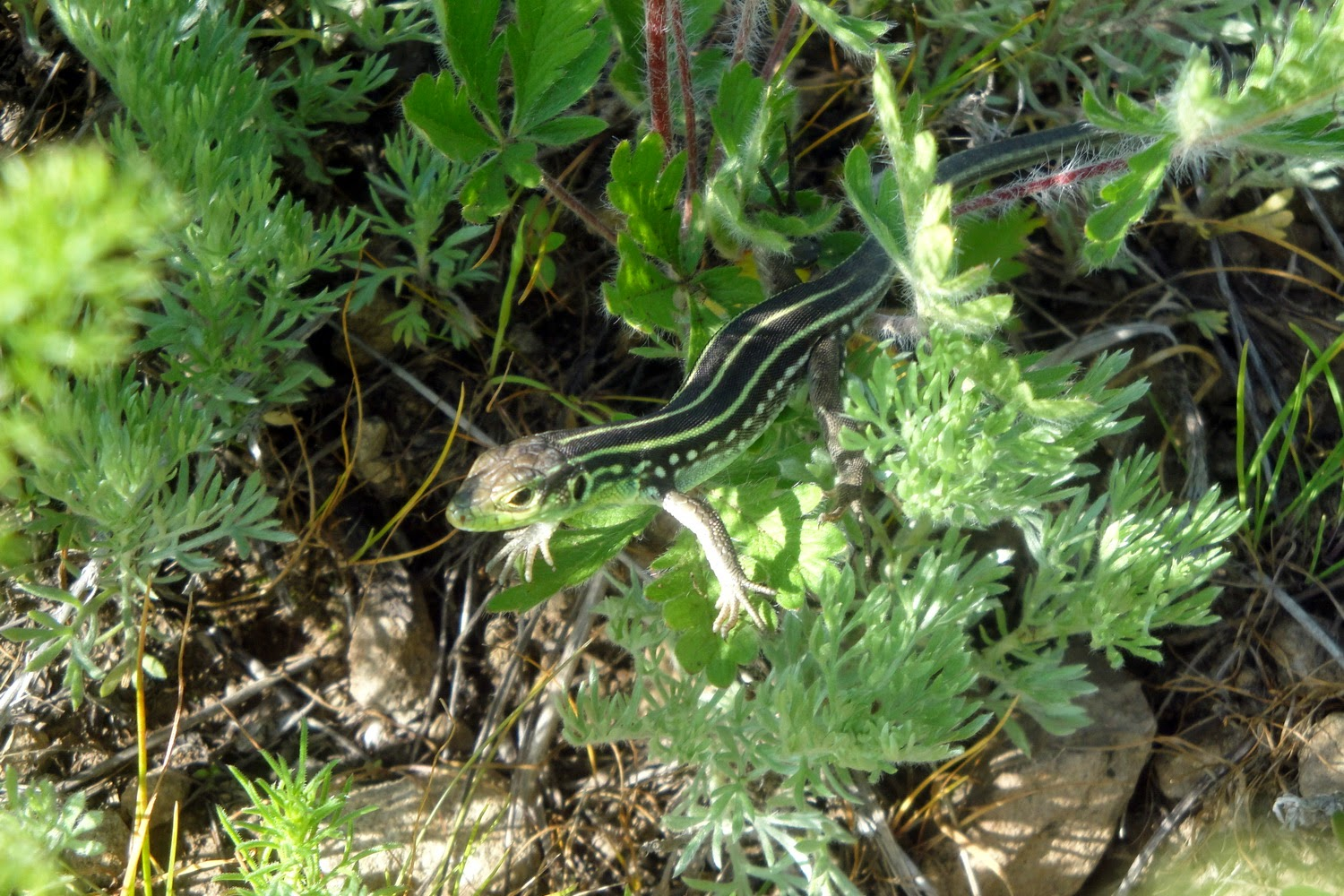
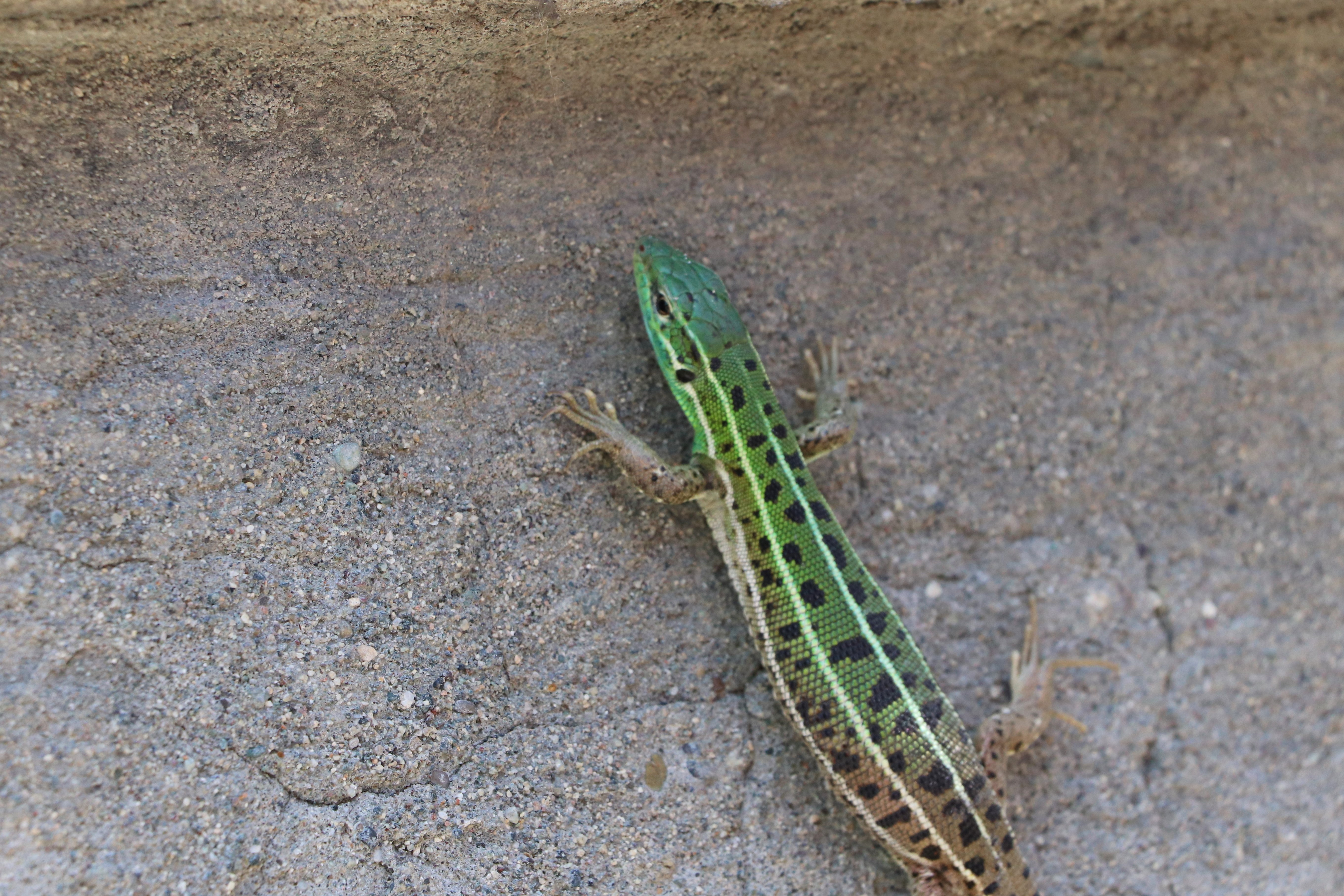
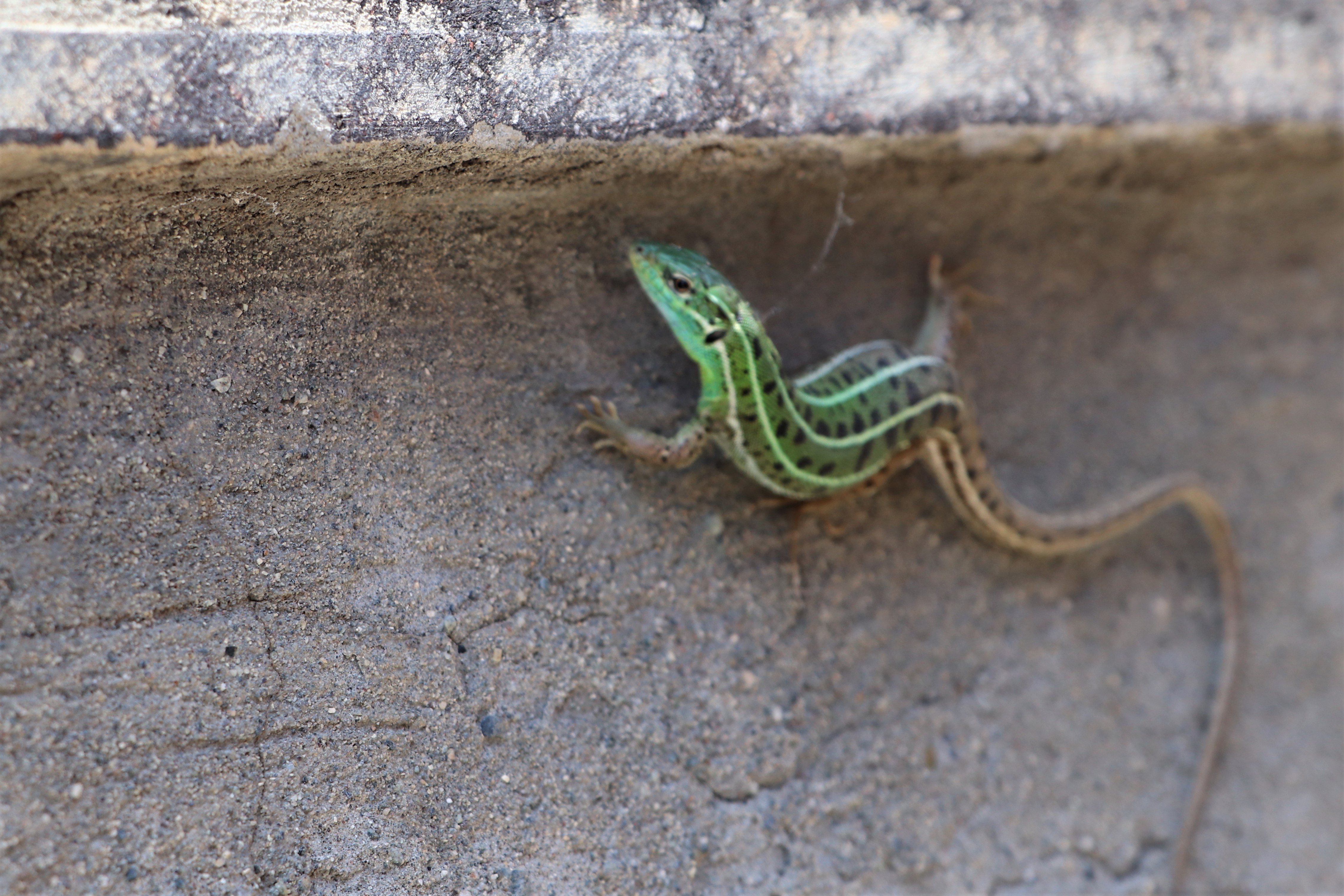
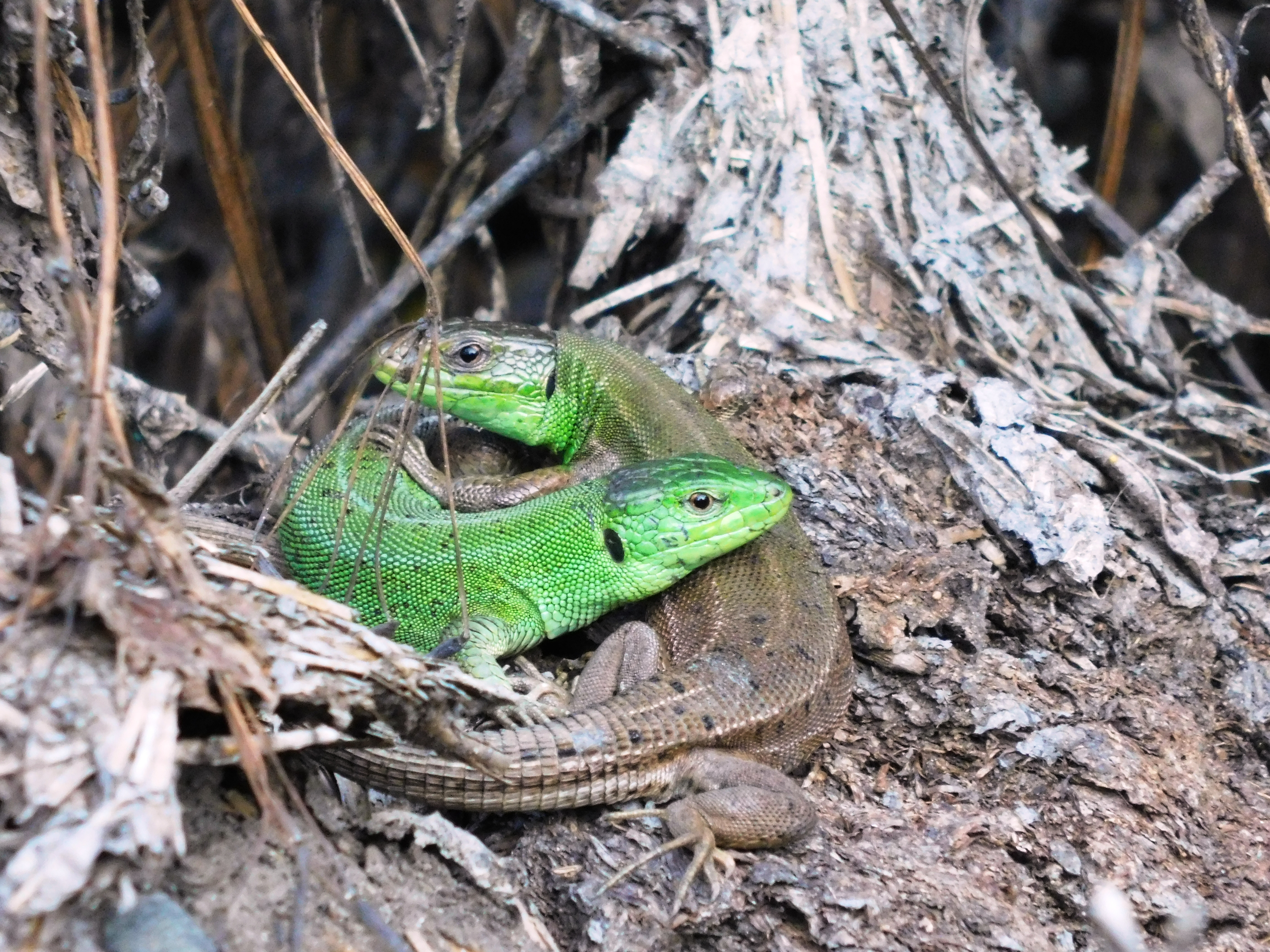